# Massacres de Bron
Les massacres de Bron sont l'exécution par les occupants allemands de 109 détenus de la prison Montluc, dont 72 Juifs à l'aérodrome de Bron les 17, 18 et 21 août 1944.

## Contexte
Après le débarquement de Normandie le 6 juin 1944 et celui de Provence le 15 août, la défaite du troisième Reich se précise et les forces d'occupation nazies intensifient la fréquence et la violence des tueries dont ils se rendent coupables. Selon Henri Amouroux, « Montluc est le vivier où les Allemands puisent, quand bon leur semble, qui bon leur semble, ceux qu'ils veulent tuer » .

## Déroulement
Entre le 17 et le 21 août 1944, 109 prisonniers de la prison Montluc sont extraits et envoyés à l'aérodrome, où ils sont abattus et enterrés dans les cratères des bombardements sur ordre de la Sipo-SD de Klaus Barbie. Les charniers seront découverts après la libération.